# 嘉会湖站
嘉会湖站位于北京市通州区台湖镇麦庄村和西太平庄村交界、规划新城惠民路与规划亦庄站前区南路交叉口处，是北京地铁17号线的地铁车站，2021年12月31日开通。

## 车站结构

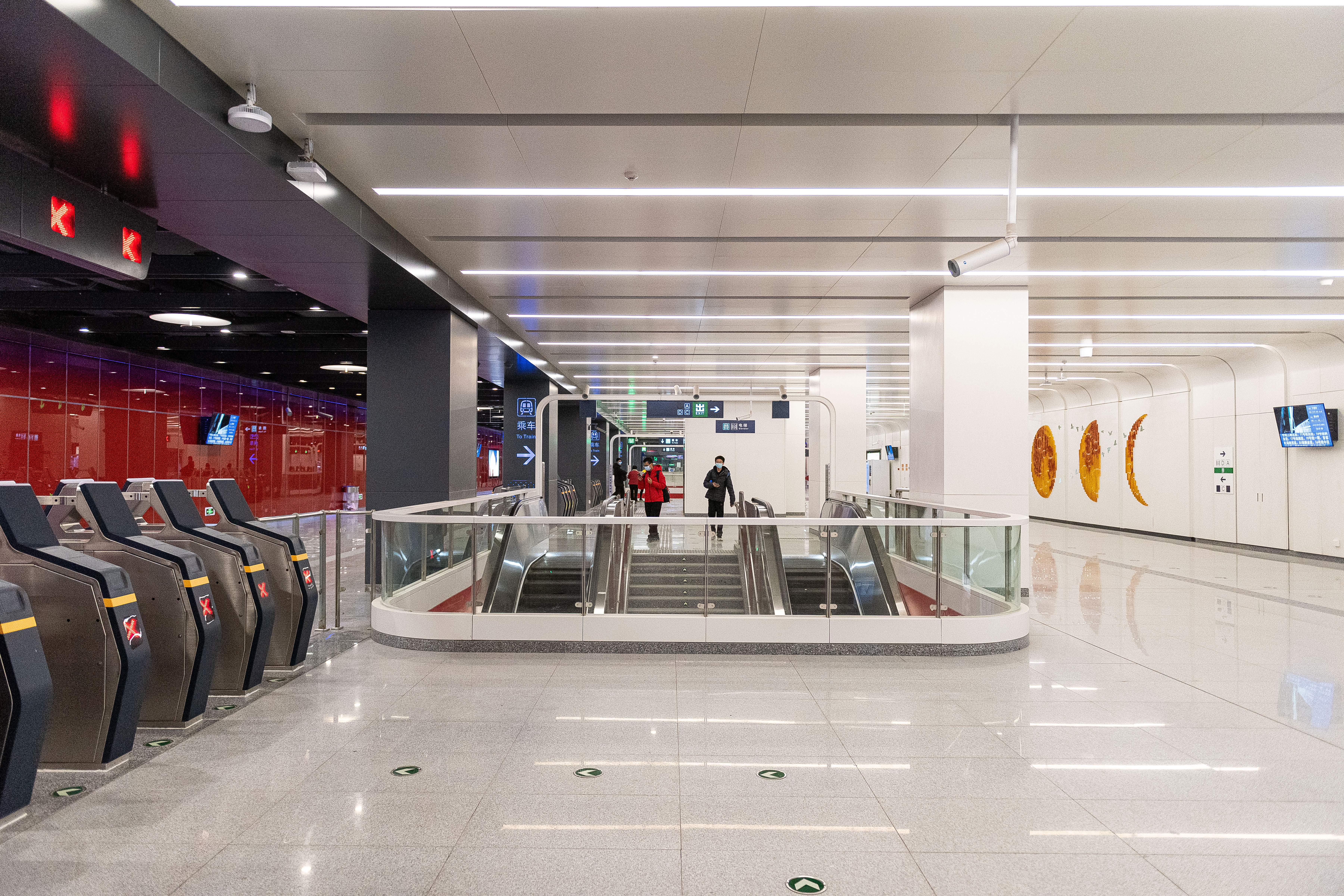
站厅

本站为明挖地下两层双柱三跨岛式车站，总长445.8米，标准段宽23.1米，结构净高14.5米，主体位于规划新城惠民路路中。本站西端设有一条渡线，供列车进行站前折返，东端则设有站后双存车线，17号线列车在本站东侧实施站后折返。站厅南部布置有郭立明设计的公共艺术作品《月有阴晴圆缺》。
| 地面 | 街道               | 出入口                           |  |  |
| B1层 | 站厅               | 客务中心、自动售票机、进出站闸机 |  |  |
| B2层 |                    | █ 17号线 往未来科学城北（次渠）  |  |  |
|      | 岛式站台，左侧开门 |                                  |  |  |
|      |                    | █ 17号线 终点站 下客站台         |  |  |

## 出入口
本站目前开放A、C、D三个出入口。
|                       |        |                  |      |            |
| 編號                  | 指示   | 建議前往的目的地 | 照片 | 无障碍设施 |
| 出口 · A              | 口小路 |                  |      | 不適用     |
| 出口 · C              | 口小路 |                  |      | 不適用     |
| 出口 · D · 升降机标志 | 口小路 |                  |      |            |
| 註： 設有             |        |                  |      |            |

## 历史
本站工程名为亦庄站前区南站。2021年7月19日，北京市规划和自然资源委员会拟将本站正式命名为麦庄站。2021年11月9日，北京市规自委发布的地名公告显示，本站已更名为嘉会湖站，以台湖镇内一个待建的人工湖命名，“嘉会”取“众美相聚”之义。
因本站建成前外围暂无既有道路通行，北京经济技术开发区于2021年10月将本站外围临时道路接驳建设项目列入第二批区级重点民生项目清单。